# محمد الوهيبي
محمد الوهيبي (1947-2015) هو فنان تشكيلي وأكاديمي فلسطيني، ولد في مدينة طبريا ثم هُجّر مع عائلته إلى سوريا إثر النكبة الفلسطينية عام 1948 إلى مخيم خان الشيح للاجئين الفلسطينيين، ثم إستقر في مخيم اليرموك في دمشق. التحق بدار المعلمين في حلب عام 1970، وتابع تحصيله العلمي في كلية الفنون الجميلة في دمشق وتخرج منها عام 1984. هو عضو في الاتحاد العام للفنانين التشكيليين الفلسطينيين فرع سوريا، واتحاد الفنانين التشكيليين العرب. هاجر إلى ألمانيا عام 2011 بسبب الحرب في سوريا.

## أسلوبه الفني
تشكّل أعماله علامة فارقة في الحياة التشكيلية العربية عموماً، والفلسطينية خصوصاً، حيث تميزت بتقنيتها العالية والفريدة في الحفرعلى الحجر والخشب. فهو فنان مجرب دائم، يمتلك أدواته بإتقان، ويعتبر أن أهم ما يميز اللوحة هو التقنية. يؤمن بأن أي عمل فني يجب أن يُظهر جانب الفكرة أو الدلالة بمستوى يوازي الجانب التقني، حيث يُعزز كل منهما الآخر، فتتوهج طاقة التجربة الفنية من خلال هذا التوازن.
له تجارب مميزة في تكنيك المادة الفنية، وهو من الفنانين الذين وظفوا صورة المرأة بطريقة إنسانية، مانحًا إياها دورًا كبيرًا في لوحاته. اهتم بشكل خاص بالروح الفلسطينية في أعماله، حيث أبرز معاناة المرأة الفلسطينية وآلامها وإنسانيتها من خلال حركات يديها في لوحاته. ركز في عدد من أعماله على الزينة لدى المرأة، خصوصاً في لوحات الحفر والطباعة على الحجر، وصور الإرث الجمالي والفولكلور والتراث الفلسطيني بشكل كبير، بحيث ظلت الذاكرة الشعبية الفلسطينية عنصراً حاضراً فيها. استخدم هذه العناصر الفنية لتنشيط فنه في إطار قضية اللاجئين الفلسطينيين.

## المعارض الفردية والجماعية
له مجموعة من المعارض الفردية المحلية والدولية منها: معرضه الأول في المتحف الوطني في حلب عام1989، ومعرض في صالة ناجي العلي دمشق عام 1990، ومعرض رابطة الفنانين التشكيليين الفلسطينيين، منتدى الثقافة العربية في برلين عام 2012. وشارك في معرض جماعية منها: معرض الخريف السنوي، وزارة الثقافة السورية عام 2005، ومعرض يوم الأرض السنوي، صالة الشعب للفنون الجميلة في سوريا عام 2007، ومعرض ملتقى الفنانين الفلسطينيين، المركز الفلسطيني للثقافة، مخيم اليرموك، دمشق عام 2009.